# 勒普莱西帕特杜瓦
勒普莱西帕特杜瓦（法語：Le Plessis-Patte-d'Oie，法語發音：[lə plɛsi pat dwa]）是法国瓦兹省的一个市镇，属于贡比涅区。

## 地理
勒普莱西帕特杜瓦（49°40'28"N, 3°4'7"E）面积2.82 平方千米，位于法国上法蘭西大區瓦兹省，该省份为法国北部内陆省份，北起索姆省，西接厄尔省和滨海塞纳省，南至塞纳-马恩省和瓦兹河谷省，东临埃纳省。
与勒普莱西帕特杜瓦接壤的市镇（或旧市镇、城区）包括：贝尔朗库尔、弗拉维勒梅尔德、戈朗库尔、吉斯卡尔。

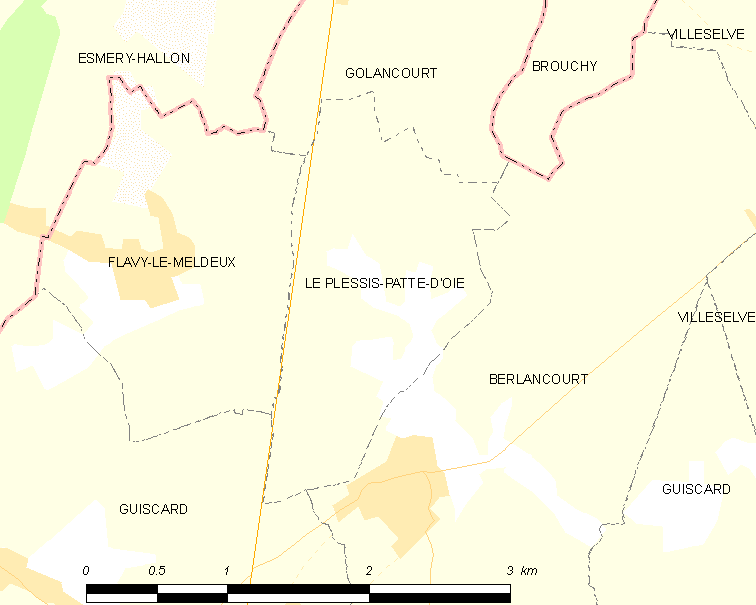
勒普莱西帕特杜瓦的OSM定位图

勒普莱西帕特杜瓦的时区为UTC+01:00、UTC+02:00（夏令时）。

## 行政
勒普莱西帕特杜瓦的邮政编码为60640，INSEE市镇编码为60502。

## 政治
勒普莱西帕特杜瓦所属的省级选区为努瓦永县。

## 人口

1962-2008年间勒普莱西帕特杜瓦人口变化图示

勒普莱西帕特杜瓦于2022年1月1日时的人口数量为107人。